# 小行星9795
小行星9795（9795 Deprez）是一颗绕太阳运转的小行星，为主小行星带小行星。该小行星于1996年4月15日发现。

## 轨道参数
小行星9795的轨道半长轴为2.9061087 UA，离心率为0.068。